# Mohamed Sadeq al-Sadr
Gran Ayatolá Mohamed Sadeq al-Sadr (árabe محمّد صادق الصدر) es un clérigo chií iraquí de alto rango. Es el padre del Gran Ayatola Mohamed Mohamed Sadeq al-Sadr, (1943-1999), asesinado por el régimen de Saddam Hussein. Y abuelo de Muqtada al-Sadr ( * 1973). A veces el hijo es llamado por el nombre de su padre. Él es el primo del Ayatolá Mohamed Baqir al-Sadr (f. 1980). 
La familia de al-Sadr se consideran Sayyid, que se utiliza entre los chiíes para denotar personas descendiente directamente de Mahoma. La familia es el linaje del trazado a través de Imam Ya`far as-Sadiq y su hijo Imam Musa al-Kazim el sexto y séptimo, respectivamente, imanes chiíes.
- Datos: Q15613398